# Глупчув
Глу́пчув (пол. Głupczów) — село в Польше в сельской гмине Рацлавице Мехувского повета Малопольского воеводства.
Село располагается в 2 км от административного центра сельской гмины села Рацлавице, в 19 км от административного центра повета города Мехув и в 39 км от административного центра воеводства города Краков.
В 1975—1998 годах село входило в состав Келецкого воеводства.